# Національний ботанічний сад Санто-Домінго
Національний ботанічний сад Санто-Домінго (ісп. Jardín Botánico Nacional de Santo Domingo), відомий також як Національний ботанічний сад імені д-ра Рафаеля Марії Москосо (ісп. Jardín Botánico Nacional Dr Rafael María Moscoso) — ботанічний сад у місті Санто-Домінго, столиці Домініканської Республіки. Ботанічний сад є членом Міжнародної ради ботанічних садів з охорони рослин (BGCI) і має міжнародний код JBSD.

## Зони ботанічного саду

### Центральна площа
Це місце прийому відвідувачів, з відкритими просторами, з кількома ставками, у яких водяться різнокольорові риби і ростуть водні рослини, з різноманітними пальмами, біля підніжжя яких розташовано декілька колекцій ефектних квітів. Невеликі автопоїзда доставляють відвідувачів до різних куточків ботанічного саду через різноманітну і багату рослинність карибського тропічного лісу.

### Квітковий годинник
Це один з найбільших квіткових годинників у світі, з максимальною висотою 3,5 метра і діаметром близько 20 метрів, з 5-метровими голками для позначення годин. Він оточений круглим ставком, де ростуть водні рослини.

### Японський сад
Японський сад, де на додаток до колекцій бамбука, ялівцю та араукарій, які надають йому східний відтінок і  ландшафтну красу, викопаний ставок, побудовані мальовничі мости й альтанки.

### Травник
Тут представлені лікарські, ароматичні, токсичні і пекучі рослини. Всі вони відмінно позначені з метою надання інформації всім тим, хто зацікавлений в знаннях що до їх властивостей.

### Ендемічні рослини
У цій зоні представлені рослини ендемічної флори острова Гаїті. Мета полягає в тому, щоб зберегти, розмножити і захистити всі види, яким загрожує небезпека зникнення. Тут можна побачити наступні рослини: Simarouba berteroana, Cubanola domingensis, Cubanola domingensis, Juniperus gracilior, Pereskia portulacifolia, Acacia barahonensis, Acacia cocuyo, Cavija domingensis, Samanea filipes, Goetzea ekmanii, Annona ekmanii.

## Галерея

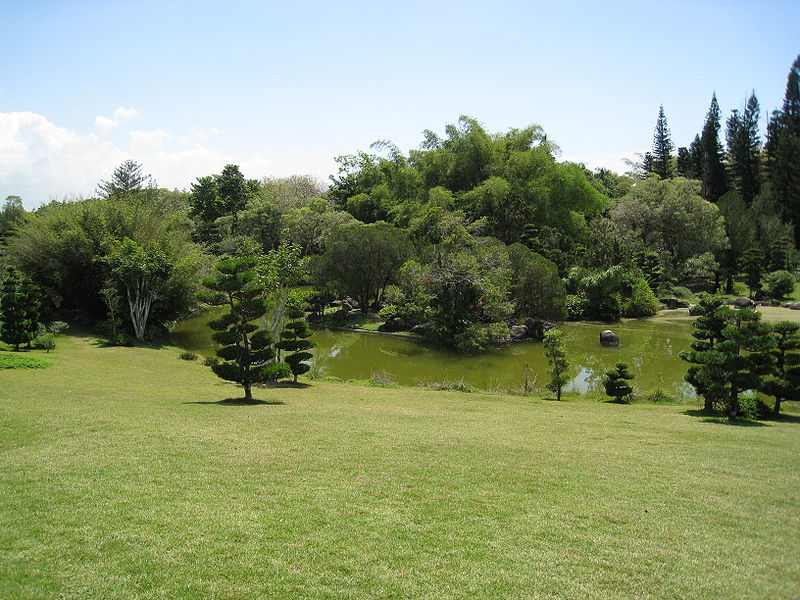
Японський сад
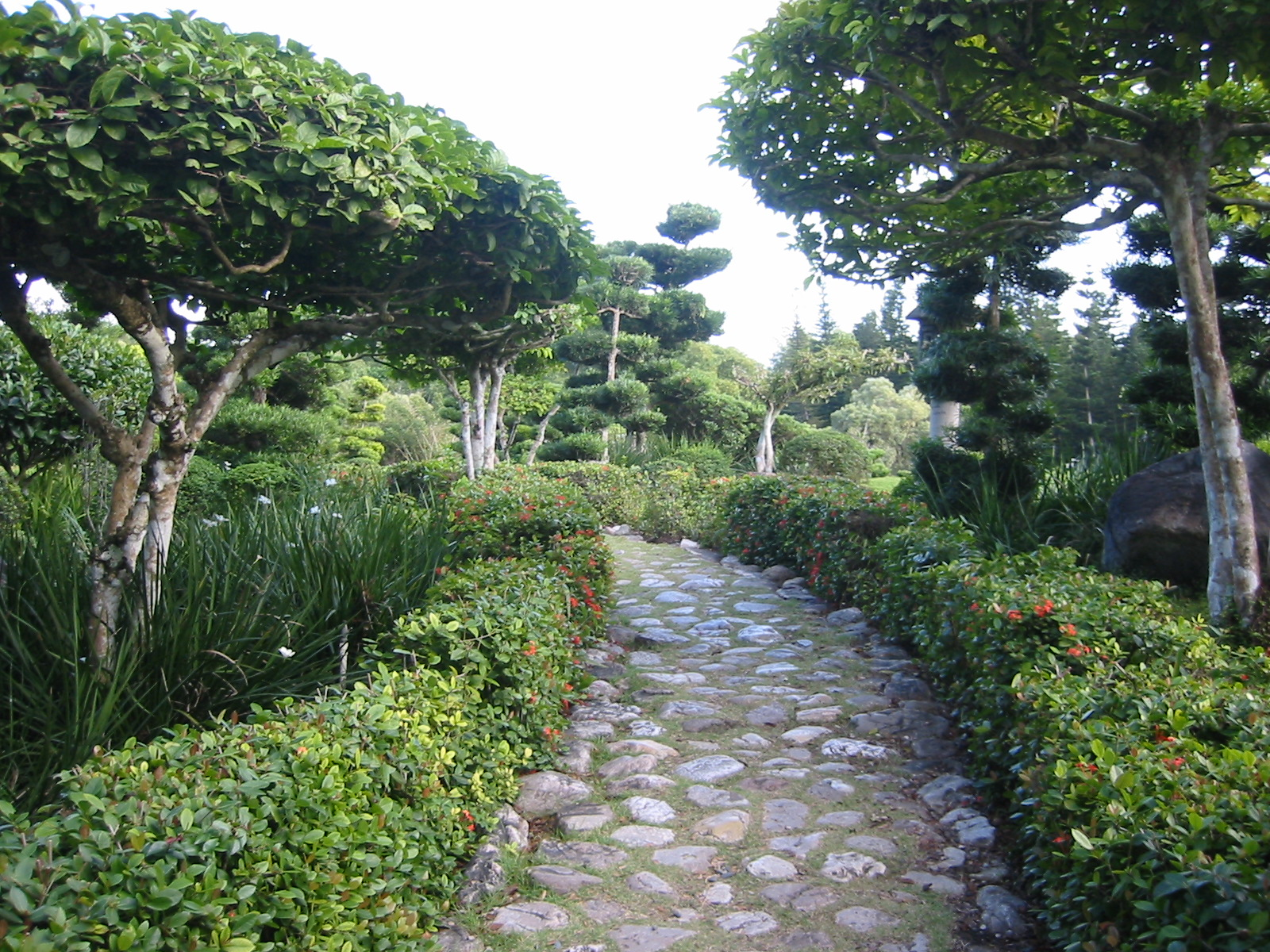
Одна з алей ботанічного саду
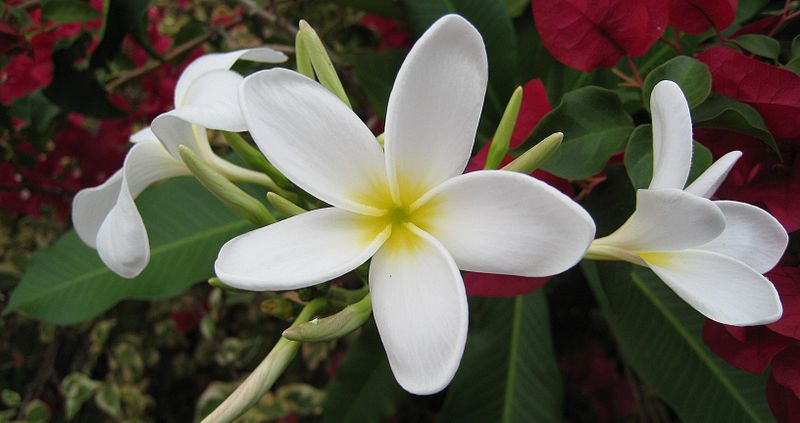
Плюмерія біла